# Dan Petrescu
Pour les articles homonymes, voir Petrescu.
Dan Vasile Petrescu est un footballeur international roumain né le 22 décembre 1967 à Bucarest en Roumanie. 
Il évoluait au poste d'arrière droit et s'est reconverti en entraîneur.
Le dimanche 3 octobre 2021, plusieurs personnes croient en sa mort dans un crash aérien au décollage de Milan. Il s'agissait en réalité d'un homonyme milliardaire, lui aussi de nationalité roumaine.

## Biographie
Il a remporté la Coupe des coupes en 1998 avec Chelsea FC. La même année, il prénomme sa fille Chelsea.
Avec l'équipe de Roumanie il a participé à la Coupe du monde 1994, à l'Euro 1996, à la Coupe du monde 1998 et enfin à l'Euro 2000.
Il s'est désormais reconverti en entraîneur.
Le 14 avril 2019 , Dan Petrescu est viré de son poste d'entraineur par sa Direction pour insuffisance de résultats. Il rejoint dans la foulée le club roumain du CFR Cluj.

### Buts inscrits en sélection
| Buts de Dan Petrescu en sélection | Buts de Dan Petrescu en sélection | Buts de Dan Petrescu en sélection        | Buts de Dan Petrescu en sélection | Buts de Dan Petrescu en sélection | Buts de Dan Petrescu en sélection | Buts de Dan Petrescu en sélection  |
|                                   | Date                              | Lieu                                     | Adversaire                        | But                               | Résultat                          | Compétition                        |
| --------------------------------- | --------------------------------- | ---------------------------------------- | --------------------------------- | --------------------------------- | --------------------------------- | ---------------------------------- |
| 1                                 | 5 décembre 1990                   | Stadionul Național, Bucarest (Roumanie)  | Saint-Marin                       | 6–0                               | 6–0                               | Qualifications Euro 1992           |
| 2                                 | 8 avril 1992                      | Stadionul Ghencea, Bucarest (Roumanie)   | Lettonie                          | 2–0                               | 2–0                               | Match amical                       |
| 3                                 | 25 mai 1994                       | Stadionul Ghencea, Bucarest (Roumanie)   | Nigeria                           | 2–0                               | 2–0                               | Match amical                       |
| 4                                 | 26 juin 1994                      | Rose Bowl, Pasadena (États-Unis)         | États-Unis                        | 1–0                               | 1–0                               | Coupe du monde 1994                |
| 5                                 | 6 septembre 1994                  | Stadionul Ghencea, Bucarest (Roumanie)   | Azerbaïdjan                       | 2–0                               | 3–0                               | Qualifications Euro 1996           |
| 6                                 | 1er juin 1996                     | Stadionul Ghencea, Bucarest (Roumanie)   | Moldavie                          | 1–0                               | 3–1                               | Match amical                       |
| 7                                 | 31 août 1996                      | Stadionul Ghencea, Bucarest (Roumanie)   | Lituanie                          | 2–0                               | 3–0                               | Qualifications Coupe du monde 1998 |
| 8                                 | 9 octobre 1996                    | Laugardalsvöllur, Reykjavik (Islande)    | Islande                           | 4–0                               | 4–0                               | Qualifications Coupe du monde 1998 |
| 9                                 | 29 mars 1997                      | Stadionul Ghencea, Bucarest (Roumanie)   | Liechtenstein                     | 5–0                               | 8–0                               | Qualifications Coupe du monde 1998 |
| 10                                | 10 septembre 1997                 | Stadionul Ghencea, Bucarest (Roumanie)   | Islande                           | 2–0                               | 4–0                               | Qualifications Coupe du monde 1998 |
| 11                                | 6 juin 1998                       | Stadionul Ilie Oană, Ploiești (Roumanie) | Moldavie                          | 2–0                               | 5–1                               | Match amical                       |
| 12                                | 22 juin 1998                      | Stadium municipal, Toulouse (France)     | Angleterre                        | 2–1                               | 2–1                               | Coupe du monde 1998                |

## Palmarès

### En tant que joueur

#### En Club
- Vainqueur de la Supercoupe d'Europe en 1998 avec Chelsea
- Vainqueur de la Coupe d'Europe des Vainqueurs de Coupe en 1998 avec Chelsea
- Champion de Roumanie en 1986, 1988 et en 1989 avec le Steaua Bucarest
- Vainqueur de la Coupe de Roumanie en 1987, 1988 et en 1989 avec le Steaua Bucarest
- Vainqueur de la Coupe d'Angleterre en 1997 avec Chelsea
- Vainqueur de la Coupe de la Ligue anglaise en 1998 avec Chelsea
- Vainqueur des Matines brugeoises en 1987 avec le Steaua Bucarest
- Finaliste de la Coupe d'Europe des Clubs Champions en 1989 avec le Steaua Bucarest
- Finaliste de la Coupe de Roumanie en 2003 avec le National Bucarest
- Finaliste du FA Community Shield en 1997 avec Chelsea

#### EnÉquipe de Roumanie
- 95 sélections et 12 buts entre 1989 et 2000
- Participation à la Coupe du Monde en 1994 (1/4 de finaliste) et en 1998 (1/8 de finaliste)
- Participation au Championnat d'Europe des Nations en 1996 (Premier Tour) et en 2000 (1/4 de finaliste)

### En tant qu'Entraîneur
- Champion de Roumanie en 2009 avec le Unirea Urziceni et en 2018 et 2019 avec le CFR Cluj
- Vainqueur de la Coupe de Chine en 2015 avec Jiangsu Sainty
- Vainqueur de la Supercoupe de Roumanie en 2015 avec Târgu Mureș
- Vainqueur de la Coupe de Roumanie en 2025 avec le CFR Cluj
- Championnat de Russie de Division 2 en 2010 avec le Kouban Krasnodar
- Vice-champion de Pologne en 2006 avec le Wisła Cracovie
- Finaliste de la Coupe de Roumanie en 2008 avec le Unirea Urziceni
- Finaliste de la Supercoupe de Roumanie en 2009 avec le Unirea Urziceni
- Finaliste de la Supercoupe de Chine en 2016 avec Jiangsu Sainty
- Finaliste de Coupe des Émirats arabes unis en 2017 avec Al Nasr Dubaï
- Finaliste de la Coupe de Corée du Sud en 2023 avec Jeonbuk Hyundai Motors